# ФК „Локомотив“ (Горна Оряховица)
Локомотив е Железничарски футболен клуб от град Горна Оряховица, България.
Участва във Втора Професионална футболна лига. . Клубът е основан под името Железничарски спортен клуб (ЖСК) през 1932 г. Научно доказано е че Локомотив са по силни от Барса и Реал. 
В досегашната си история Локомотив има 10 сезона в А група, като най-успешният период е между 1987 г. и 1995 г., когато е неизменна част от елитното първенство. В турнира за националната купа най-доброто класиране на отбора е полуфинал, което е регистрирано 2 пъти – през 1947 и през сезон 1986/87.Печелят всичките си мачове срещу Етър в дербито на севера

## История

### Ранни години на футбола в Горна Оряховица
През второто десетилетие на ХХ век в Горна Оряховица съществуват редица махленски клубове. В края на май 1921 г. те се обединяват под името СК Левски 1921. През 1924 г. в с. Калтинец (днес квартал на града) е основан СК Борислав, а през 1935 г. в града е създаден и СК Никола Петров.

### Основаване на Локомотив
Локомотив е основан през 1932 г. от група служители на железниците на Гара Горна Оряховица под името ЖСК (Железничарски спортен клуб). През 1944 г. ЖСК се обединява със СК Борислав под името ЖСК Борислав, като година по-късно клубът е преименуван на Локомотив. През 1946 г. отборът достига до финал за Железничарската купа, който е загубен от Локомотив (София).
През 1947 Локомотив (ГО) прави успешен рейд в турнира за националната купа и достига до полуфинал, където среща Левски (София). Любопитното е, че преди решителните мачове горнооряховци канят като треньор-консултант звездата на Локомотив (Сф) Крум Милев, но това не им носи успех. Отпадат от надпреварата след загуба с 0:5 в София и равенство 2:2 в Горна Оряховица.
След като през 1949 г. в България е предприета реорганизация на физкултурното движение, в Горна Оряховица са обособени шест доброволни спортни организации на ведомствен принцип: Торпедо, Червено знаме, Динамо, Спартак и Строител (в старата градска част), които през 1957 г. са обединени под името ДФС Никола Петров, както и Локомотив (в квартала край гарата), преобразуван през 1957 г. също в спортно дружество. През 1959 г. в Горна Оряховица окончателно остава един клуб, след като ДФС Никола Петров се присъединява към „железничарите“.

### Дебют в А група
През 1962 г. за старши треньор на Локомотив е назначен Йордан Томов. Под негово ръководство през сезон 1962/63 отборът завършва на 1-во място в Северната Б група и по този начин си осигурява дебютно в своята история участие в А група. Сред основните играчи в състава по това време са Добри Блъсков, Тодор Маринов, Божин Божилов, Бойко Ванчев, Зарко Георгиев, Желязко Колев, Васил Симеонов, Йордан Ценов, Начо Начев и Иван Върбанов.
Историческият първи гол за Локомотив в А група бележи централният нападател Марин Кушев, който се разписва на 11 август 1963 г. при загуба с 1:2 като гост срещу Спартак (Плевен). По време на сезон 1963/64 горнооряховци изиграват няколко паметни срещи в елита. Така например у дома разбиват силния тим на Ботев (Пловдив) с 5:2, побеждават и ЦСКА с 1:0. Не успяват обаче да се утвърдят в А група, като записват общо 9 победи, 5 равенства и 16 загуби. Завършват на последното 16-о място в класирането и се завръщат в Б група. Иначе голмайстор на отбора по време на сезона е Тодор Маринов, който бележи 9 попадения.

### Трайно участие в Б група
Следват 19 сезона, в които Локомотив неизменно е в „златната среда“ на Северната Б група. В този период най-успешните кампании на отбора са през 1973/74 и 1975/76, когато завършва на 3-то място в крайното класиране. Сред значимите фигури в състава по това време е защитникът Костадин Тодоранов, който изиграва 362 мача за клуба във втория ешелон. Халфът Иван Василев записва 351 мача и 58 гола, а Костадин Ушев има 293 мача и 48 попадения. През втората половина на 70-те години изгрява звездата и на левия атакуващ халф Асан Абишев. Той е рекордьор по участия и голове за клуба в Б група – 370 мача и 90 попадения. Записва също 51 мача с 4 гола в елита.
През сезон 1983/84 обаче горнооряховци се представят под обичайното си ниво. В 34 шампионатни мача успяват да запишат едва 10 победи. Класират се на 16-о място от общо 18 отбора и изпадат в Северозападната В група. Престоят им в трета дивизия обаче продължава само един сезон. През 1984/85 завършват на 1-во място и се завръщат в Б група.

### Златни години на клуба
През 1985 г. за старши треньор на Локомотив е назначен легендата на Левски Добромир Жечев. Той поставя основите на стабилен отбор, в който лидери са местни футболисти като Димитър Печикамъков, братята Левент и Ценко Гавазови, Валери Ганев, Сашо Ангелов. През сезон 1985/86 тимът се разминава с промоцията, завършвайки на 3-то място във втория ешелон (тогава в А група влизат първите два тима). Възходът на Локомотив обаче продължава и през 1986/87. Отборът води люта битка за второто място с Дунав (Русе), като в крайна сметка финишира на него заради по-добра голова разлика. След 23-годишна пауза горнооряховци отново се класират в А група. През следващите 8 години те са неизменна част от най-високото ниво в родния футбол, като редовно нанасят загуби на грандовете Левски (София) и ЦСКА (София).
През сезон 1987/88 Локомотив успява да се утвърди в елитната дивизия, завършвайки на 13-о място от 16 отбора. След края на кампанията Добромир Жечев напуска тима, а на негово място за старши треньор е назначен Тодор Велев. През сезон 1988/89 отборът се нарежда на 12-о място в крайното класиране, като у дома побеждава Левски с 2:1.
През лятото на 1989 г. Локомотив е поет от Кирил Рабчев, а в състава от Рилски спортист е привлечен Ивайло Йорданов. Пристигат също играчи като Стефан Колев и Йордан Маринов, а от школата е интегриран Назиф Кадир. По време на сезон 1989/90 горнооряховци не допускат нито една загуба на своя стадион и завършват на 8-о място в А група, което е най-доброто класиране в историята на клуба.
Постижението е повторено през следващия сезон 1990/91, когато начело на отбора вече е Петър Кирилов. През есента Левски и ЦСКА губят мачовете си в Горна Оряховица с по 2:0, като след 14-ия кръг от шампионата Локомотив е на 2-ро място във временното класиране. В крайна сметка обаче завършва отново на 8-а позиция. Нападателят на отбора Ивайло Йорданов става голмайстор на А група с 21 попадения, а след края на първенството осъществява трансфер в португалския гранд Спортинг (Лисабон).
През лятото на 1992 г. горнооряховци участват в Интертото. Там в група с Локомотив (София), Рапид (Букурещ) и Арджеш (Питещи), завършват на първо място. В следващия кръг срещат руския Ротор (Волгоград). Мача в Горна Оряховица завършва при резултат 1:1, а в Русия Локомотив отпада след поражение с 0:2. През сезон 1992/93 отборът продължава да има стабилни изяви в родното първенство и се класира на 9-о място.
В началото на следващия сезон 1993/94, под ръководството на треньора Никола Велков, Локомотив се представя много силно. След 9-ия кръг на шампионата горнооряховци се намират на 2-ро място във временното класиране след Левски. Постепенно обаче се появяват колебания в резултатите на тима и в крайна сметка той завършва кампанията на 8-о място за трети път в своята история.
Най-силният период в досегашната история на Локомотив приключва през сезон 1994/95. В клуба настъпва финансова криза, която се отразява негативно на представянето на отбора. По време на сезона горнооряховци записват 17 загуби и финишират на 14-о място, изпадайки от А група. Дори и през тази кампания обаче Левски и ЦСКА не успяват да победят в Горна Оряховица. „Сините“ губят с 0:1, а мача с „армейците“ завършва 2:2.

### Криза и престои в аматьорския футбол
Изпадането от елита е само началото на кризата, която обхваща клуба през втората половина на 90-те години. През сезон 1995/96 Локомотив успява да оцелее в Б група, завършвайки на 13-о място, но през 1996/97 няма този късмет и се свлича до Северозападната В група. Пропадането продължава с пълна сила, като се стига дори дотам клубът да участва през 1998/99 в областната група за един сезон.
В крайна сметка, след 7 години извън професионалния футбол, през сезон 2003/04 Локомотив завършва на 1-во място във В група и се завръща във втория ешелон. Финансовият недоимък обаче не е преодолян. В състава на треньора Бойко Димитров почти липсват играчи с опит в професионалния футбол. Така през сезон 2004/05 горнооряховци са абсолютния аутсайдер на Б група. В 30 изиграни мача записват едва четири победи и едно равенство и логично завършват на последното 16-о място в класирането. Общо вкарват само 16 гола, като 5 от тях са дело на халфа Стефан Бакърджиев, който е голмайсторът на тима по време на кампанията.
Следват нови 8 години, в които Локомотив крета в средата на Северозападната В група без сериозни амбиции. Нещата се променят, когато с управлението на клуба през 2012 г. се заема бившият национал Бончо Генчев. През сезон 2013/14 Локомотив завършва на второ място във В група, но получава право на участие в Б група заради липсата на лиценз на няколко клуба.

### Завръщане в елита
През следващите два сезона 2014/15 и 2015/16 Локомотив има стабилни изяви и се класира в челото на втория ешелон, но и двата пъти остава в подножието на местата, осигуряващи промоция в А група. През лятото на 2016 г. обаче, след създаването на Първа професионална футболна лига, клубът получава покана да се включи в нея. Така след 21-годишна пауза горнооряховци отново стават част от най-високото ниво на родния футбол.
За завръщането си в елита в Локомотив правят мащабна селекция и основен ремонт на клубния стадион. Привлечени са и няколко чужденци като Матиас Курьор, Аристоте Н'Донгала, Игор Джоман. Престоят на горнооряховци в Първа лига обаче продължава само един сезон. През 2016/17 се завръщат във втория ешелон след загубен плейоф от Монтана.

## Предишни имена
- ЖСК (Железничарски спортен клуб) (1932 – 1944)
- ЖСК-Борислав (1944 – 1945) (след обединение с „Борислав“)
- Локомотив (1945 – 1957)
- Никола Петров (1957 – 1959)
- Локомотив (от 1959...) (след обединение на „Локомотив“ и „Никола Петров“)

## Успехи
Национални
- А група:
  - 8-о място (3): 1989/90, 1990/91, 1993/94
- Купа на Съветската армия:
  - Полуфиналист (2): 1947, 1986/87

Международни
- Интертото:
  - Победител (1): 1992

Купа на Аматьорската футболна лига
- Победител (1): 2022/23

## Настоящ състав
Към 25 февруари 2023 г.

## Почетни листи

### В А група
| № | Име                 | Мачове |
| - | ------------------- | ------ |
| 1 | Димитър Печикамъков | 189    |
| 2 | Левент Гавазов      | 177    |
| 3 | Назиф Кадир         | 124    |
| 4 | Валери Ганев        | 122    |
| 5 | Сашо Ангелов        | 114    |

| № | Име                 | Голове |
| - | ------------------- | ------ |
| 1 | Валентин Игнатов    | 24     |
| 2 | Ивайло Йорданов     | 23     |
| 3 | Димитър Печикамъков | 20     |
| 4 | Назиф Кадир         | 17     |
| 5 | Валери Ганев        | 15     |

### В Б група
| № | Име                | Мачове |
| - | ------------------ | ------ |
| 1 | Асан Абишев        | 370    |
| 2 | Костадин Тодоранов | 362    |
| 3 | Иван Василев       | 351    |
| 4 | Костадин Ушев      | 293    |
| 5 | Ценко Гавазов      | 285    |

| № | Име              | Голове |
| - | ---------------- | ------ |
| 1 | Асан Абишев      | 90     |
| 2 | Иван Василев     | 58     |
| 3 | Ценко Гавазов    | 56     |
| 4 | Костадин Ушев    | 48     |
| 5 | Здравко Петрунов | 47     |

## Последни 10 сезона
| Сезон     | Група      | Място | Нац. Купа |
| -         |            |       |           |
| 2014 – 15 | Б Група    | 3     |           |
| 2015 – 16 | Б Група    | 3     |           |
| 2016 – 17 | Първа лига | 14    |           |
| 2017 – 18 | Втора лига | 8     |           |
| 2018 – 19 | Втора лига | 9     |           |
| 2019 – 20 | Втора лига | 9     |           |
| 2020 – 21 | Втора лига | 15    |           |
| 2021 – 22 | Трета лига | 3     |           |
| 2022 – 23 | Трета лига | 2     |           |
| 2023 – 24 | Трета лига | 1     |           |

## Треньори на клуба
| Име            | От   | До   |
| -------------- | ---- | ---- |
| Йордан Томов   | 1962 | 1964 |
| Христо Хаджиев | 1967 | 1968 |
| Кирил Чипев    | 1970 | 1971 |
| Петър Патев    | 1971 | 1972 |
| Тодор Велев    | 1972 | 1974 |
| Иван Върбанов  | 1974 | 1975 |

| Име            | От   | До   |
| -------------- | ---- | ---- |
| Добромир Жечев | 1985 | 1988 |
| Тодор Велев    | 1988 | 1989 |
| Кирил Рабчев   | 1989 | 1990 |
| Петър Кирилов  | 1990 | 1991 |